# Universität al-Qarawīyīn

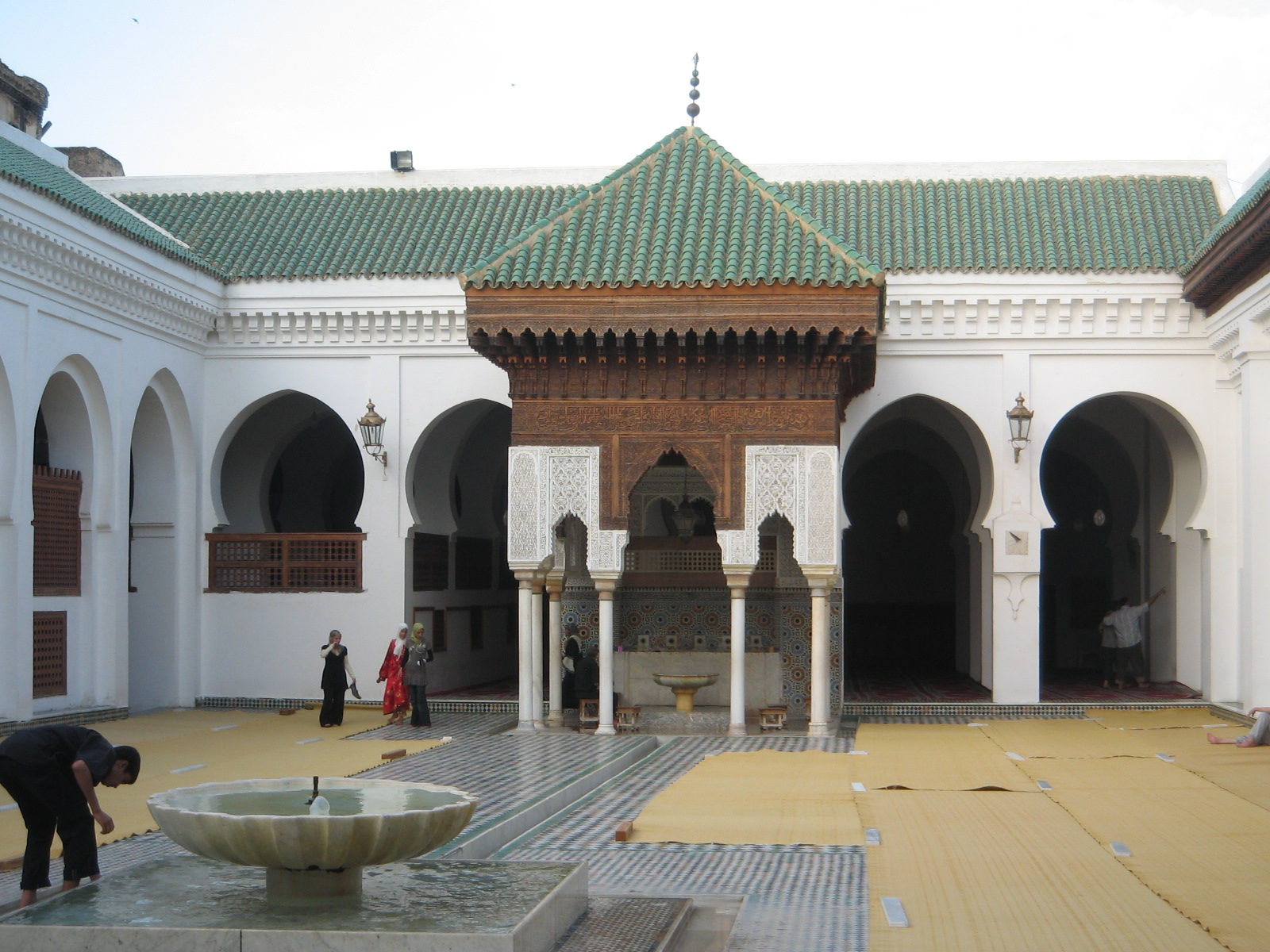
Innenhof der Universität al-Qarawīyīn

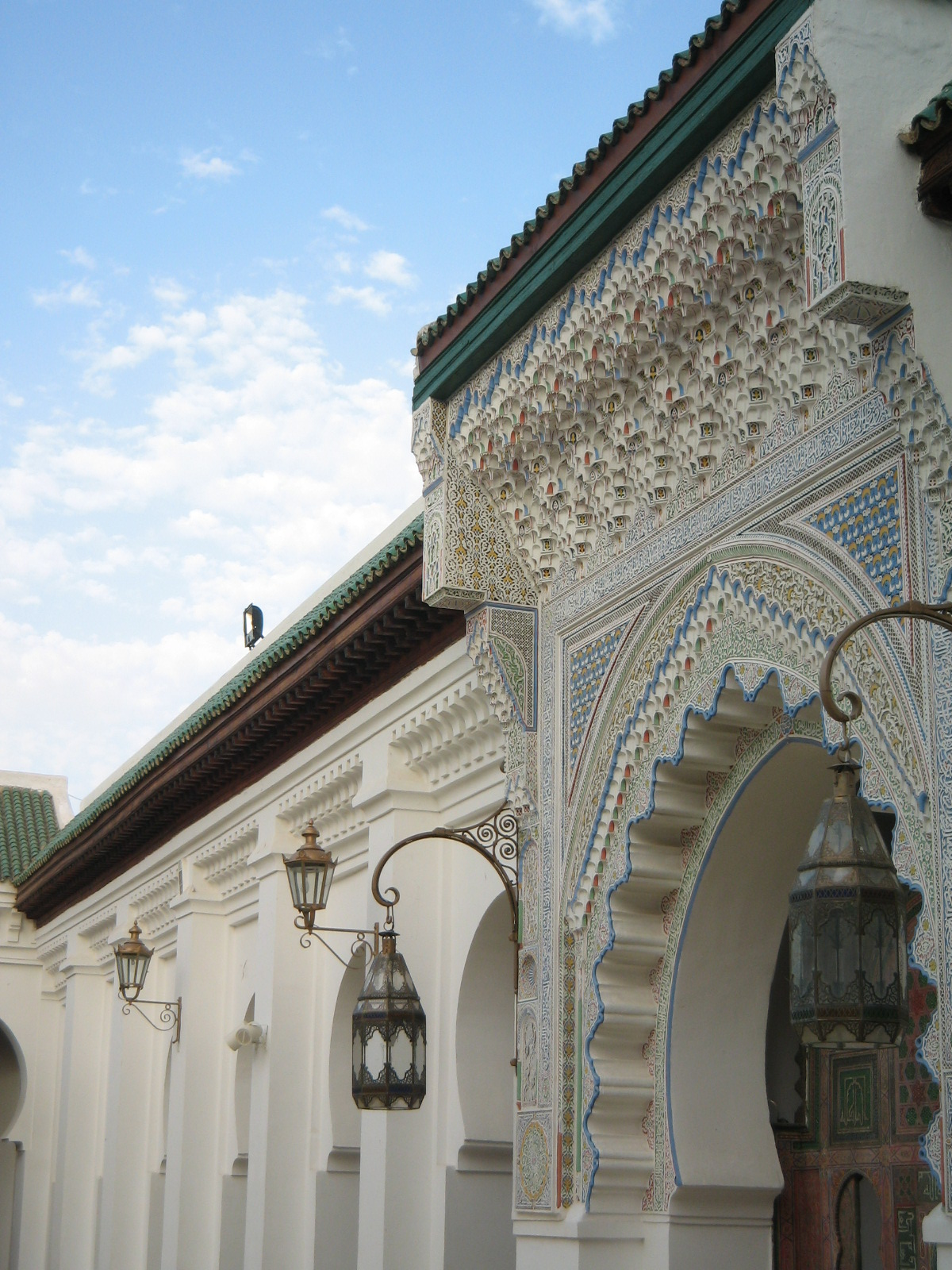
Ein Portal

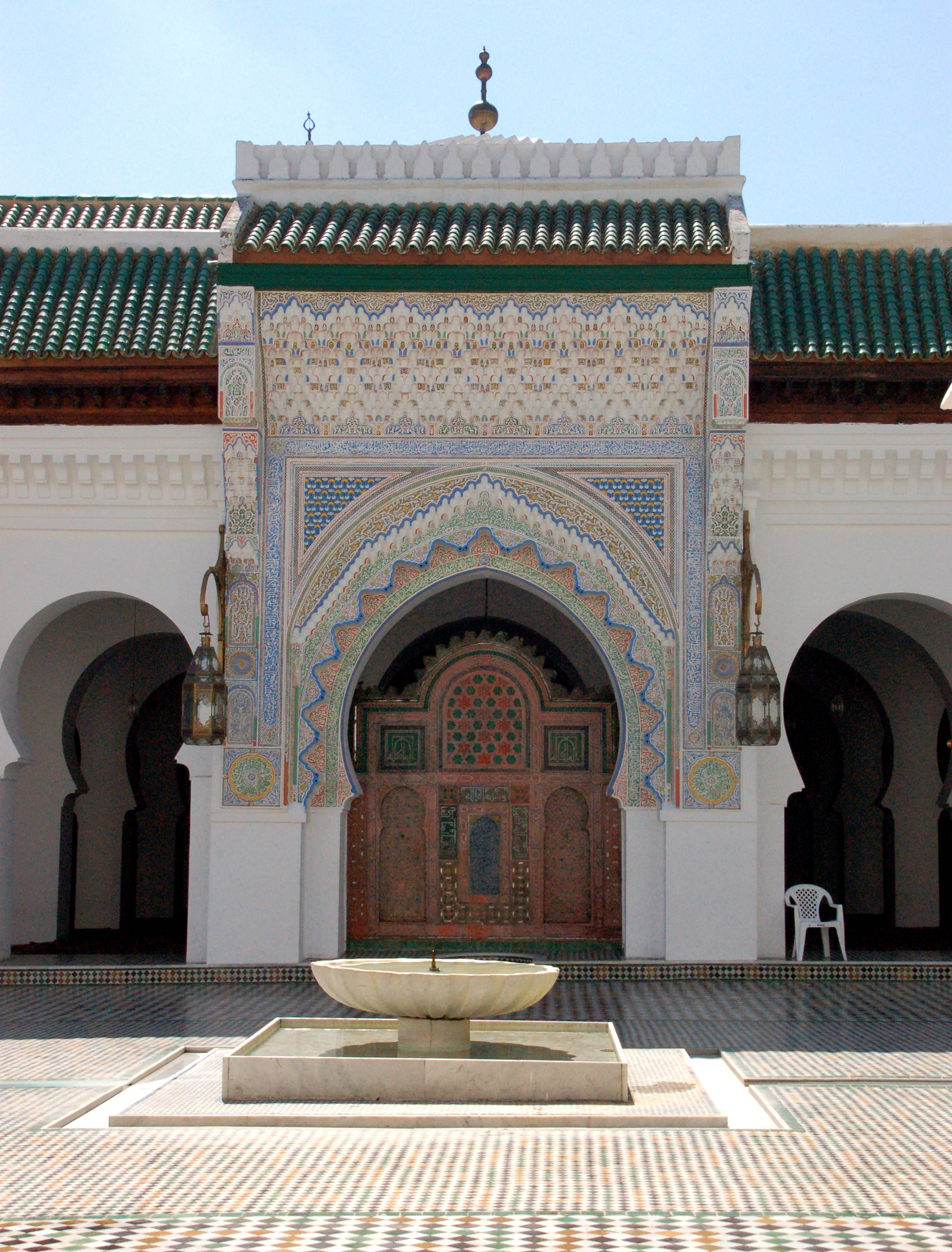
Portal der Universität al-Qarawīyīn

Die Universität al-Qarawīyīn (arabisch جامعة القرويين dschāmiʿat al-qarawīyīn, DMG Ǧāmiʿat al-Qarawiyyīn; Zentralatlas-Tamazight ⵜⵉⵎⵣⴳⵉⴷⴰ ⵏ ⵍⵇⴰⵕⴰⵡⵉⵢⵢⵉⵏ) ist die Universität von Fès in Marokko. Sie wurde 859 als Madrasa gegründet. 1957 folgte die Gründung als Universität. 
Viele Gelehrte haben in Fès studiert und die intellektuelle und akademische Geschichte der islamischen Welt beeinflusst. Darunter sind Abu Abdullah as-Sati, Abu l-Abbas az-Zuwawi, Ibn Ruschaid as-Sabti (–721 AH/1321), Ibn al-Haddsch al-Fasi (–737 AH/1336), Abu Madhab al-Fasi, ein führender Theoretiker der malikitischen Rechtsschule, und Leo Africanus, ein Reisender und Geograph berberischer Abstammung.
Bei den kulturellen und akademischen Beziehungen zwischen der islamischen Welt und Europa im Mittelalter spielte die Universität auch eine wichtige Rolle. Der Kartograf al-Idrisi, dessen Karten in der Renaissance von den europäischen Entdeckern verwendet wurden, hat in Fès gelebt.

## Geschichte
Die Moschee wurde 859 von Fatima al-Fihri,Tochter des reichen Kaufmanns Mohammed Al-Fihri, gegründet. Sie hatte geschworen, ihr gesamtes Erbe für den Bau einer Moschee für ihre Gemeinde, die im frühen 9. Jahrhundert aus Kairouan (Tunesien) eingewandert waren, zu verwenden. Der Name der Hochschule bedeutet sinngemäß „Universität der Menschen aus Kairouan“.
Die Koranschule kam unter die Patronage der mächtigen Sultane. Sie sammelte eine große Auswahl an Manuskripten, die in einer Bibliothek aufbewahrt wurden, die der Meriniden-Sultan Abū ʿInān Fāris 1349 gestiftet hatte. Zu den wertvollsten Manuskripten zählen einige Bände des berühmten Muwaṭṭʾa von Mālik ibn Anas, im Jahre 1108 auf Pergament geschrieben, eine unvollständige Abschrift der Prophetenbiographie von Ibn Isḥāq, mehrere Kopien des Korans, die Sultan Aḥmad al-Manṣūr adh-Dhāhabī 1602 der Universität stiftete, und ein Autograph von Ibn Chaldūns islamischer Weltgeschichte Al-ʿIbar, mit seiner eigenhändigen Widmung zugunsten der Bibliothek.
Die Moschee entwickelte sich bald zu einem Ort für religiöse Unterweisung und politische Diskussion, die langsam das Feld ihrer Fächer ausweitete, speziell auf die Naturwissenschaften. 1957 führte König Mohammed V. die Fächer Mathematik, Physik, Chemie und Fremdsprachen ein. Heute werden neben dem Koran und Fiqh (islamische Rechtsprechung) Grammatik, Rhetorik, Logik, Medizin, Mathematik, Astronomie, Chemie, Geschichte, Geografie und Musik gelehrt.

## Weltrekord
Nach Angaben des Guinness-Buch der Rekorde ist dies die älteste noch bestehende Bildungseinrichtung der Welt, was sie zum Untersuchungsobjekt für die Langlebigkeit starker Institutionen im Sinne der Sustainable Development Goals (SDG) werden ließ.